# Harpia gujańska
Harpia gujańska (Morphnus guianensis) – gatunek dużego ptaka z rodziny jastrzębiowatych (Accipitridae); jedyny przedstawiciel rodzaju Morphnus. Zamieszkuje Amerykę Centralną i Południową. Bliski zagrożenia wyginięciem.
MorfologiaDługość ciała wynosi 79–89 cm.
Nie wyróżnia się podgatunków, ale znane są dwie odmiany barwne:
- odmiana jasna – głowa, pierś, szyja jasnoszare, kantar ciemny, brzuch biały, ogon długi, z 3 jasnymi przepaskami; wierzch ciała ciemnobrązowy. Spód skrzydeł biały, lotki prążkowane.
- odmiana ciemna – głowa, szyja i pierś ciemnoszare, reszta spodu ciała i spód skrzydeł biało-czarno pręgowane.

Zasięg, środowiskoOd Gwatemali w Ameryce Centralnej do południowej Brazylii, Paragwaju i skrajnie północno-wschodniego krańca Argentyny. Rzadki i słabo poznany ptak nizinnych lasów. Jak większość dużych drapieżników, znaczną część dnia spędza na czatowaniu wśród koron drzew.
RozródGniazdo to wielka platforma z patyków z płytkim zagłębieniem centralnym, umieszczona w rozwidleniu pnia dużego drzewa. W zniesieniu 1–2 jaja. Okres inkubacji w jednym ze zbadanych gniazd w Brazylii oszacowano na 40–50 dni. W gnieździe w Gwatemali młode opuściło gniazdo po 109–114 dniach od wyklucia, a w zoo w Oklahoma City po 103–105 dniach.
PożywienieW skład diety harpii gujańskiej wchodzą: ptaki, średniej wielkości ssaki (np. małe małpy, dydelfowate), węże i żaby.
StatusMiędzynarodowa Unia Ochrony Przyrody (IUCN) uznaje harpię gujańską za gatunek bliski zagrożenia (NT – Near Threatened). Trend liczebności populacji uznaje się za spadkowy głównie ze względu na wylesianie.